# Morpho subtransiens
Morpho subtransiens är en fjärilsart som beskrevs av Le Moult 1933. Morpho subtransiens ingår i släktet Morpho och familjen praktfjärilar. Inga underarter finns listade i Catalogue of Life.